# 武仲慶
武仲慶（1912年—1996年），也作武重慶，越南律師，曾任1945年越南帝國陳仲金政府的海防督理和越南民主共和國臨時政府的首任司法部長。

## 早年
1912年3月13日，武仲慶出生於越南河內的一個小商戶家庭中，原籍河東省青威縣巨溪社巨沱村（今屬河內市）。一些來源稱他出生於1913年。武仲慶的弟弟武仲宋後來成爲了越南人民軍上校。

## 海防督理
1945年3月日本人發動三九政變，同年4月陳仲金政府（越南帝國）成立。1945年7月，武仲慶被政府任命爲海防督理（相當於市長）。

## 家庭
武仲慶的父母育有四個子女：武氏草、武仲慶、武氏茂和武氏宋。:27-28